# 箱ブランコ

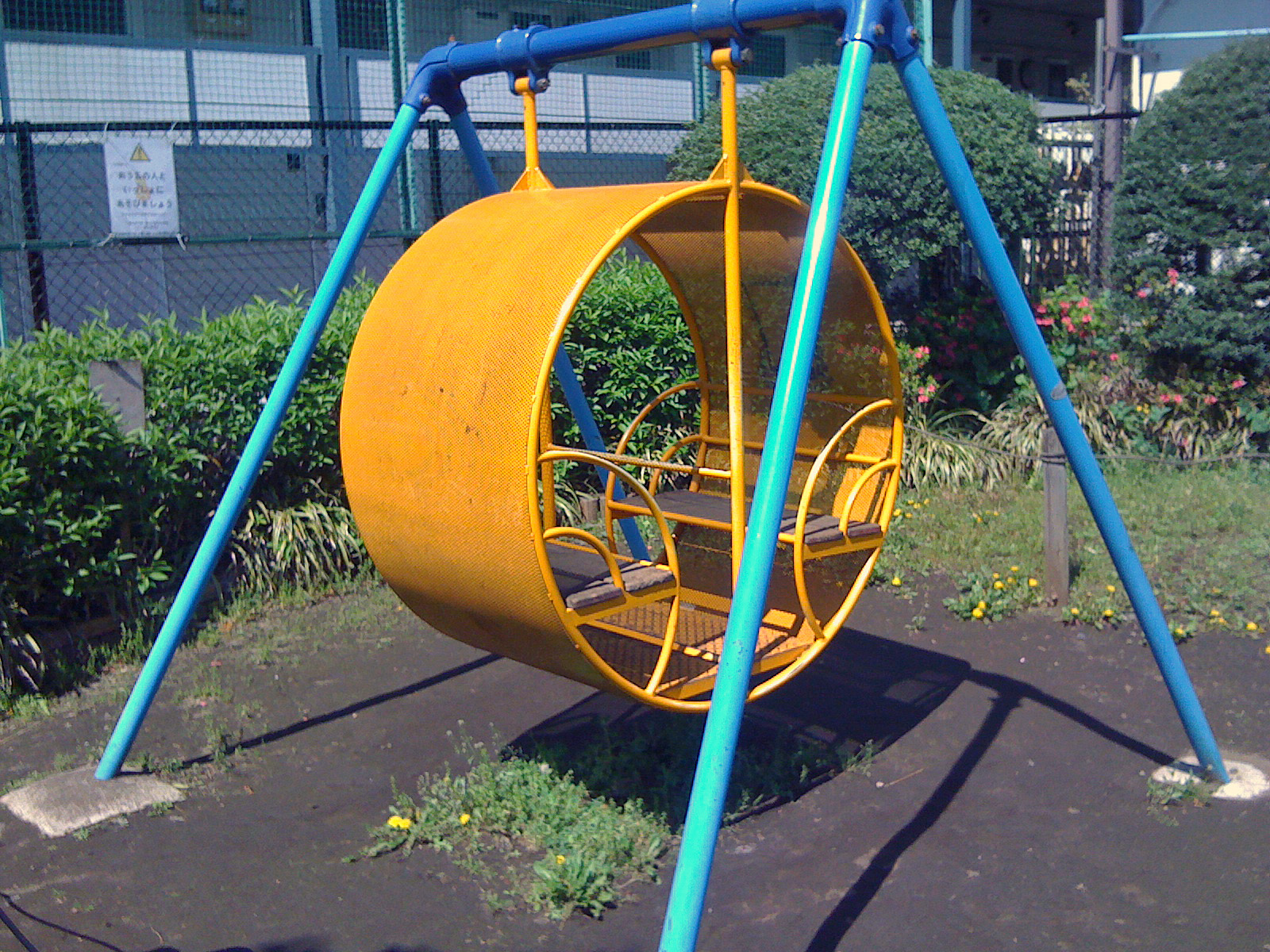
箱ブランコ

箱ブランコ（はこブランコ）は、公園などに置いてある遊具の一つ。大型のブランコでゆりかごブランコあるいは安全ブランコとも呼ばれている。
かつては日本全国の多数の公園に設置してあったが、使用中の児童が骨折した事件をきっかけに急速に減少・撤去されている。

## 概要
空中に渡された支柱から下がるロープないし鎖で吊るされた板（踏み台）からなるブランコとは違い、平行に空中に渡された支柱から籠状のゴンドラが釣り下がっており、大人数が乗れるように頑丈に作られている。ゴンドラの重さのため、金属の棒で吊り下げられている物が多い。このゴンドラは向かい合った2個のベンチ（長椅子）と、その間に渡された踏み台となる大きな板からなる。
ゴンドラ重量のため、1人だけで乗ったまま漕ぐ事は難しく、外側から他の人に動かしてもらうことを想定しており、吊り下げられた揺り篭を大型化したような遊具である。実際、これはブランコを自力で漕げない幼い子供が乗り、引率者が横からゆっくりと揺らす事を想定して作られた。乗る側は椅子に座って、外から揺らされることを楽しむのである。
しかし、この遊具は2人ないし4人の向かい合った子供だけでも、交互に足を踏ん張って踏み板を押しやると、次第に大きく揺する事が出来、子供らの中には集団でスリルを求め大きく揺するものもいた。また子供同士でも交互に揺するなどして楽しむ者もいた。
ただ、こういった子供らだけで遊んでいる場合には周囲への注意が十分でないこともあり、ブランコの周りで遊んでいた子供が巻き込まれたり、漕ごうとして不安定な乗り方をしたためにゴンドラから投げ出され、支柱や地面の間に挟まれる事故が多発した。
箱ブランコはゴンドラが重く、支持方法が金属棒だったために地面や支柱とゴンドラ部の間に挟まれた際の衝撃が大きく、救出までに時間もかかる事もあったため、大怪我になる事も多かった。中には死亡するケースも十数件あり、安全に問題があるとして、日本の公園にあったものは2010年代に入ると急速に撤去されていった。

## 箱ブランコを扱ったメディア
情報ライブ ミヤネ屋（読売テレビ、2017年3月17日）

## 文献
- 箱ブランコ裁判を考える会（編）『危ない箱ブランコはかたづけて　原告は9歳』現代書館、2004年3月、ISBN 4768468756